# Lærdalstunneln

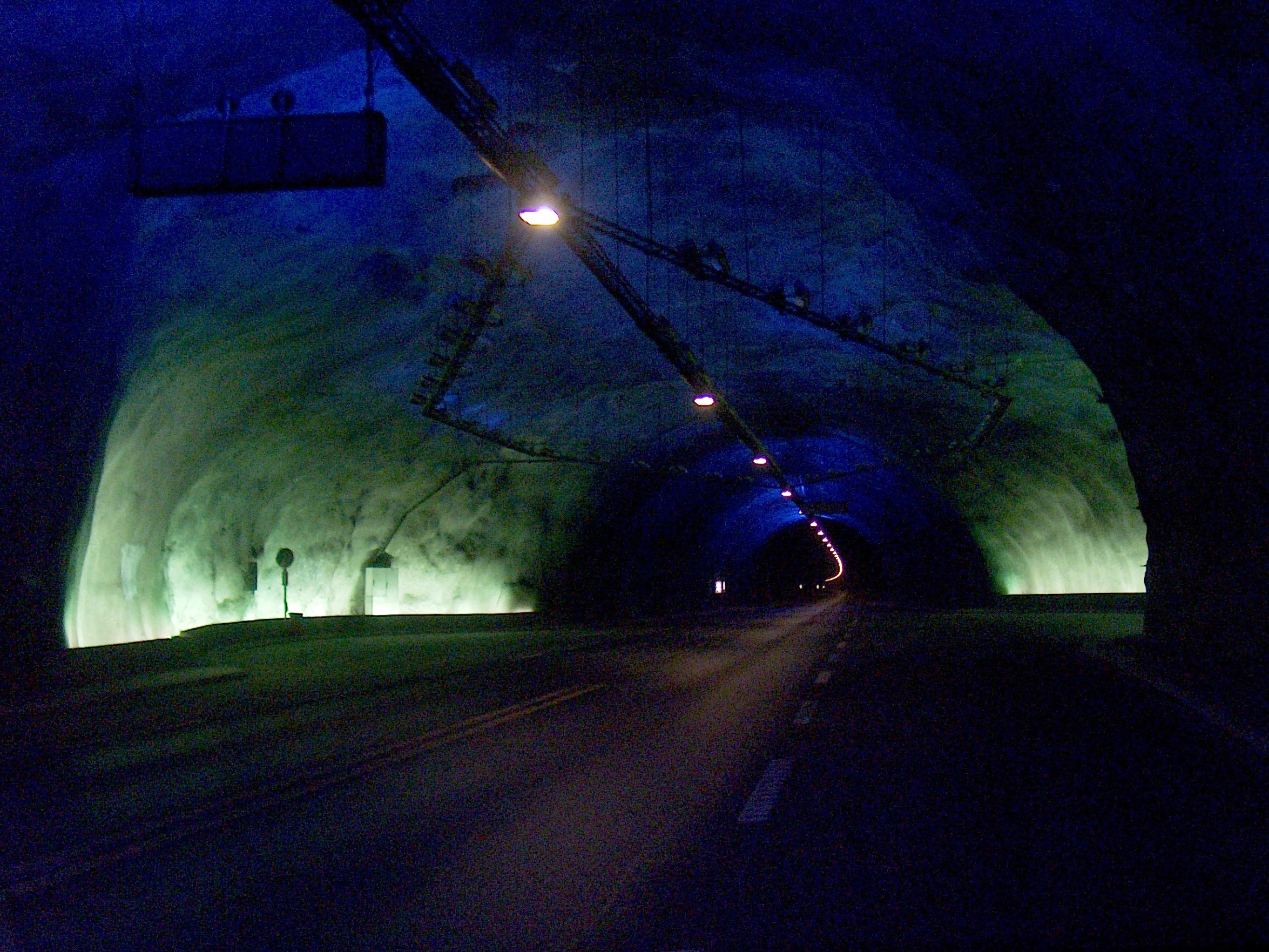
En av vändplatserna.

Lærdalstunneln (norska: Lærdalstunnelen) är en 24,5 kilometer lång tunnel mellan Lærdal och Aurland i västra Norge. Tunneln byggdes mellan 1995 och 2000 som en del av Norges nationella nätverk av huvudvägar, i detta fall specifikt för att förbättra landsvägskommunikationerna mellan landets två största städer, Oslo och Bergen. I och med tunneln skapades en vintersäker och färjefri förbindelse mellan städerna. Innan dess gick E16 med färja över Sognefjorden, med mer än 1,5 timmes överfartstid alternativt över berget på en smal och brant väg, som var helt stängd på vintern, idag Snøvegen. Tunneln är världens längsta vägtunnel med sina 24 510 m.

## Bakgrund
Stortinget hade beslutat att huvudvägarna i Norge skulle bilda ett nationellt nätverk och 1975 beslutade man att huvudvägen mellan Oslo och Bergen skulle gå över Filefjell. Fordonsutvecklingen under 1980-talet och med de erfarenheter av tunnelbyggen som man skaffat sig fick Stortinget att år 1992 stadfästa beslutet från 1975. Samtidigt bestämdes också att huvudleden skulle gå genom en tunnel mellan Aurland och Lærdal och den 15 mars 1995 påbörjades arbetet. Den 3 september 1999 skedde genombrottet mellan tunneldelarna och tunneln öppnades för trafik den 27 november 2000.

## Byggnation
Tunneln byggdes från tre olika utgångspunkter där Statens vegvesen byggde 11 km in från Auerland och 800 m från Lärdalssidan medan entreprenören NCC Anlegg AS byggde den 2 kilometer långa hjälptunneln från Tynjadalen. Från den sistnämnda byggdes sedan 7 kilometer mot Aurland och 5,7 km mot Lärdal. Hjälptunneln skulle dels fungera som en framtida utblåstunnel för ventilationen och dels förkortade den byggtiden både genom att man fick fyra arbetsriktningar för drivningen av tunneln och genom att använda Tynjadalen för lagring av bortsprängt berg. En stor del av detta bortsprängda berg kom sedan att användas för byggandet av nya riksvägen, för kommunala ändamål och en mindre väg utefter Aurlandsfjorden.

### Geologi och förstärkningar av berget
Lärdalstunneln går genom prekambrisk gnejs, som i huvudsak är solid, men det fanns zoner där berget var sprucket och poröst. Vid passagen av ett område 10 km från Aurland skedde ett stort ras med omkring 1 000 kubikmeter berg som föll ner. För att komma vidare fyllde man hela rasgropen med betong och drev sedan tunneln genom ras- och betongmassan.
Fjället ovan tunneln är som högst 1 400 m, vilket medför stora spänningar i berget både i höjd som sidled och flera mindre ras skedde framför allt från mitten och ut mot Lärdal, där berget var porösare. Under byggandet säkrade man detta med 2,5–5 m långa galvaniserade stålbultar som sinsemellan bands samman med stålfiberarmerad sprutbetong. Totalt användes 200 000 bultar och 45 000 kubikmeter sprutbetong. På så sätt utjämnades spänningarna i berget.

### Tunnelns utformning
Tunneln är väsentligen rak från mynningen i Aurland och 15 km in varefter den gör en svag vänstersväng. Det finns tre så kallade fjellhallar (”grottor”) med cirka sex kilometers intervall, där bilister kan stanna till för en kort vilopaus och gå ut och sträcka på benen. Avsikten med dem är att bryta tristessen och därmed undvika att chauffören somnar vid ratten.
Tunnelmynningen vid Aurland är 23 m över havet och 44 m på Lärdalsidan. Tunnelns högsta punkt är belägen ungefär halvvägs och befinner sig 265 m över havet.

### Ventilation och luftrening
Ventilationen dimensionerades för upp till 400 fordon per timme och all luft i tunneln skulle omsättas på en timma. Luften tas in genom de båda trafikinfarterna och pumpas ut genom ventialtionstunneln i Tynjadalen. Damm-, sot- och kvävedioxidhalterna (NO2) i luften mäts fortlöpande via sensorer som styr ventilationen. En luftreningsanläggning finns 9½ km in från mynningen i Aurland och beräknades minska föroreningshalterna med 80–90%. Med den lösningen kunde luftens hastighet i tunneln reduceras från 5 m/s till 4 m/s.

## Säkerhet
Det tar cirka 20 minuter att färdas genom tunneln och särskild vikt lades vid att bilförarna inte skulle uppleva turen som tröttande långtråkig och monoton, vilket skulle medföra ökad risk för olyckor.

### Belysning
Försök gjordes som visade att ljuset i tunneln var en central säkerhetsfaktor och man fann att gult ljus fick tunneln att verka extra grå och enahanda. Med resultaten till hands valde man ett vitt ljus i tunneln medan man i de tre särskilda ”grottorna” kompletterade med ett blått ljus, som skall ge en illusion av dagsljus som silar in i tunneln medan gult ljus skall ge en illusion av soluppgång. Målet är att bryta den monotona körningen och ge trafikanterna intryck av att de kör genom fyra kortare tunnlar i stället för en enda lång.

### Brandsäkerhet
Bilbränder är mycket allvarliga olyckor i tunnlar, som kan orsaka stora skador och dödsfall och stor vikt lades därför på brandsäkerheten. Lärdalstunneln går i huvudsak genom torrt berg men vid de sträckor där isolering behövs mot vatten har det torra isoleringsmaterialet gjutits in i betong.

### Säkerhetsutrusning
Säkerhetsutrustningen i Lärdalstunneln förstärktes särskilt i jämförelse med vad som var normalt för långa biltunnlar med
- brandsläckare var 125 m
- nödtelefon var 250 meter, som utmärkts med SOS-symbolen
- var 500 m finns SOS-märkta nödstoppsplatser för att användas vid motorstopp, punktering och liknande
- 15 vändplatser med 1½ km intervall för bussar och långtradare
- med sex kilometers intervall finns fjellhallarna, ”grottorna” som innebär stora vändplatser. Det är också tillåtet att stanna till för en kortare vilopaus i ”grottorna”
- skyltar med texten "Snu og køyr ut" tänds på vändplatserna vid brandfara
- polis, brandväsen och sjukvårdspersonal har egna särskilt avdelade körbanor
- datorsamband med vaktcentralerna i Lärdal och Bergen
- riksradioförbindelse finns genom hela tunneln
- mobiltäckning finns genom hela tunneln
- all trafik in och ut genom tunneln registreras med räkning och fotosystem

### Övervakning av tunneln
Brandsläckningsutrustning, nödtelefoner och teknisk utrustning har kopplats samman och exempelvis, så snart en brandsläckare tas bort från sin hållare tänds automatiskt stoppljus och skyltarna med uppmaningen "Snu og køyr ut". Mindre bilar kan vända på körbanan eller på nödstoppsplatserna medan bussar och långtradare kan vända i ”grottorna” eller de större vändplatserna som finns med 1½ km intervall. Samtidigt larmas Vegvesendets vaktcentral och räddningstjänsten. Vid brand blåses ventilationsluften ut genom ventilationstunneln och sörjer för frisk luft för hela sträckningen mellan brandplatsen och tunnelmynningen. På läsidan i tunneln kan luften fyllas med rök, som kan vara giftig och ingen får därför bli stående mellan brandstället och ventilationstunneln.
Den som kör genom tunneln rekommenderas ha bilradion på för eventuella meddelanden. Vid småolyckor som punkteringar och liknande skall föraren söka upp närmaste SOS-nödparkering och därifrån begära assistans.
Hastighetsgränsen är 80 km/tim och genomsnittshastigheten mäts fotografiskt.

## Tekniska data vid invigningen

### Huvudfläktar i ventilationstunneln
- 2 fläktar à 540 kW	1 080 kW
- Fläktdiameter	2,984 m
- Kapacitet		430 m3/s
- Dimensionstryck	1 300 Pa

### Impulsfläktar
- 32 fläktar à 36 kW	1 152 kW
- Fläktardiameter	1,594 m
- Skuvkraft per fläkt	1 740 N

### Reningsanläggning för damm och sot
- Mekaniskt filter, 2 st 	96 m2
- Elektrostatiskt filter	48 m2

### Kvävedioxidfilter
- Netto filteryta		425 m2

## Tunneldata
- Tunnellängd		24 510 m
- Ventilationstunnel	2 100 m
- Vändplatser, större	15
- Nödstoppsplatser	        48
- Trafikkapacitét	        400 fordon/timme
- Dygnstrafik, genomsnitt	1 000 fordon/dygn

## Projektdata
- Kostnad (2000 års penningvärde)	930 miljoner NKR
- Meterpris färdig tunnel	38 000 NKR
- Byggtid		        1995–2000
- Invigning		27 november 2000